# Carnelian (Rebsorte)
Carnelian ist eine Rotweinsorte, eine Neuzüchtung aus (Carignan x Cabernet Sauvignon) und Grenache. Die Kreuzung erfolgte im Jahre 1949 durch Harold Olmo an der University of California in Davis. Die Markteinführung der Rebsorte erfolgte 1974.
Die Muttersorte (Carignan x Cabernet Sauvignon) mit dem Namen F2-7 entstand schon im Jahre 1936. Züchtungsziel war es, eine Sorte speziell für die trockenen und heißen Verhältnisse des Central-Valley-Bereichs in Kalifornien zu kreieren. Die sehr ertragsstarke Sorte wird zumeist für Verschnitte verwendet und auch in Texas und auf Hawaii kultiviert. Die Sorte ähnelt optisch sehr stark dem Grenache, kommt jedoch qualitativ nicht an diese heran.
Aktuell sind ca. 164 acre (66,4 Hektar) in Kalifornien (→ Weinbau in Kalifornien) mit der Sorte Carnelian bestockt. Da die Sorte kaum nachgepflanzt wird, nehmen die Bestände ab.
Mit denselben Eltern wurde im Jahre 1949 die weniger erfolgreiche Sorte Centurian gezüchtet.
Siehe den Artikel Weinbau in den Vereinigten Staaten sowie die Liste von Rebsorten.
Abstammung: (Carignan x Cabernet Sauvignon) x Grenache.